# Moline Universal

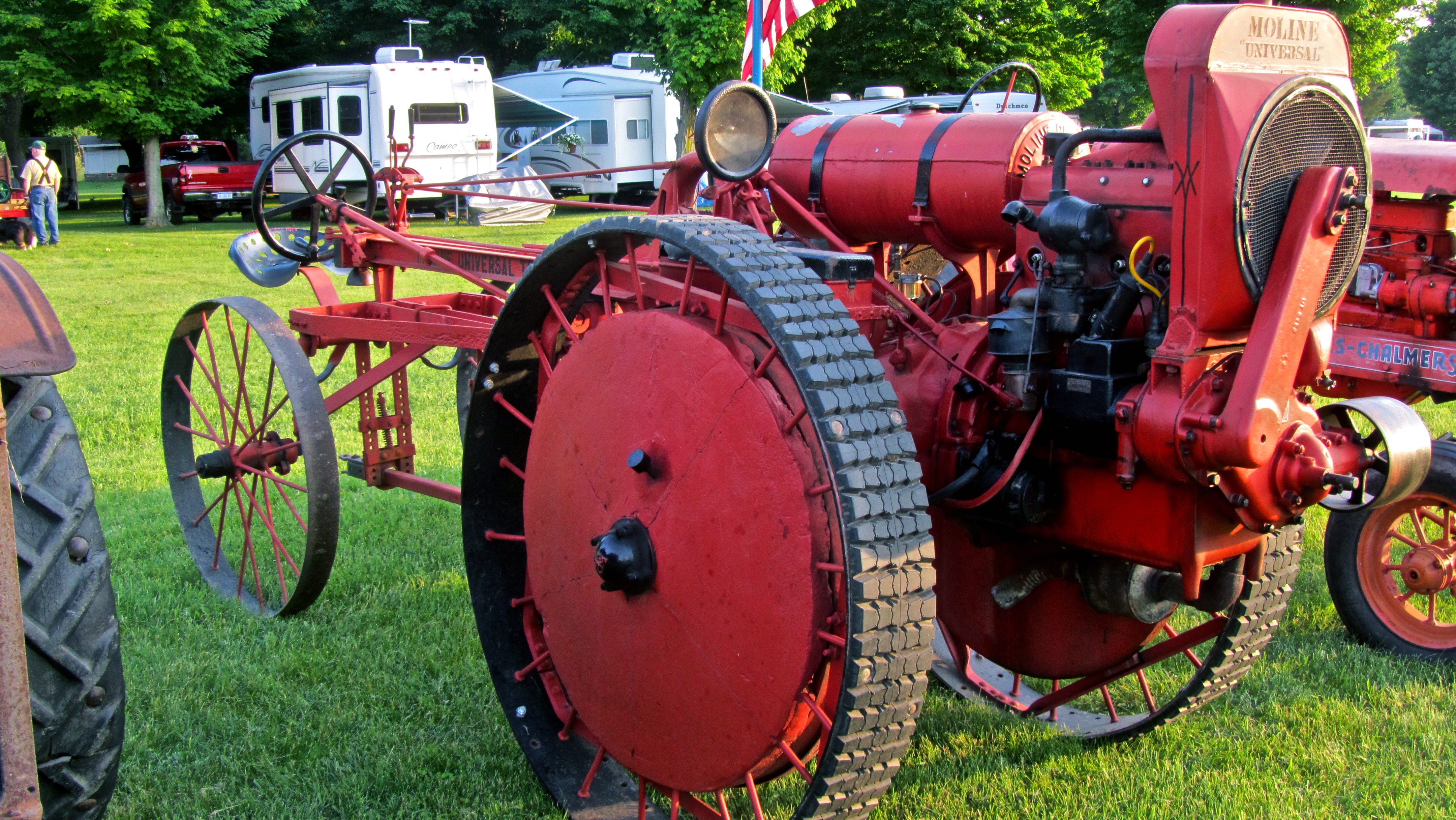
Moline Universal Traktor Modell D (ca. 1918)

Moline Universal war der Markenname eines Einachsschleppers des US-amerikanischen Landmaschinenherstellers Moline Plow Company in Moline (Illinois). Er ist mit dem vom Nachfolgeunternehmen Minneapolis-Moline ab 1934 hergestellten Universal technisch nicht verwandt.

## Einachsschlepper

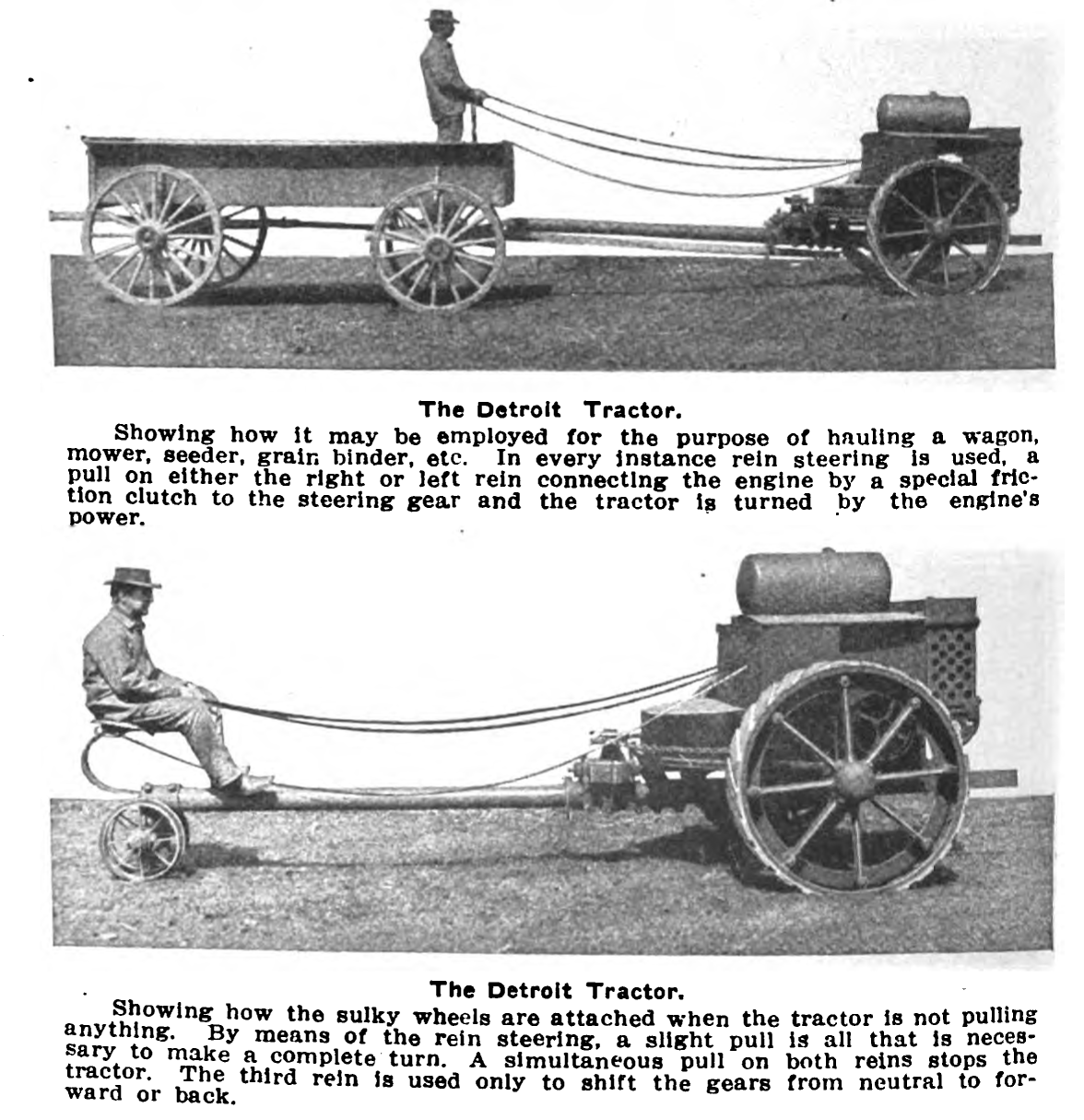
Der erste Einachsschlepper in den USA: Detroit Tractor (1913)

Ackerschlepper sind seit den späten 1880er Jahren bekannt, zunächst mit Dampfantrieb wie etwa die Schlepper von Advance-Rumely, Best, Holt oder Case. Diese massiven und sehr teuren Fahrzeuge mussten oft von mehreren Personen bedient werden, was Nutzen und Zeitersparnis relativierte. Einachsschlepper waren ein gangbarer Weg zu einem leichteren, preiswerteren und von nur einer Person zu beherrschenden Traktor. Entsprechende Entwicklungen setzten um 1910 ein. Der 1913 von der Detroit Tractor Company in Detroit (Michigan) vorgestellte Detroit Farm Tractor war der wahrscheinlich erste brauchbare Vertreter dieser Gattung.
Frühe Einachsschlepper benötigten in der Regel auf sie abgestimmte Anbaugeräte, daher ließen sich die vorhandenen, mit den Zugtieren des Farmers verwendeten Geräte (Pflüge, Ernter, Bodenfräsen) nicht weiter verwendet werden. Dieser Zusatznutzen für den Verkäufer dürfte indes viele potentielle Käufer von einer Investition in einen Einachsschlepper abgehalten haben.
Von den Herstellern von Ackerschleppern um 1904 sind nur sechs namentlich bekannt. 1920 waren es 166 Anbieter, die über 200.000 Traktoren absetzten.

## Vorgeschichte

### Schwieriges Umfeld

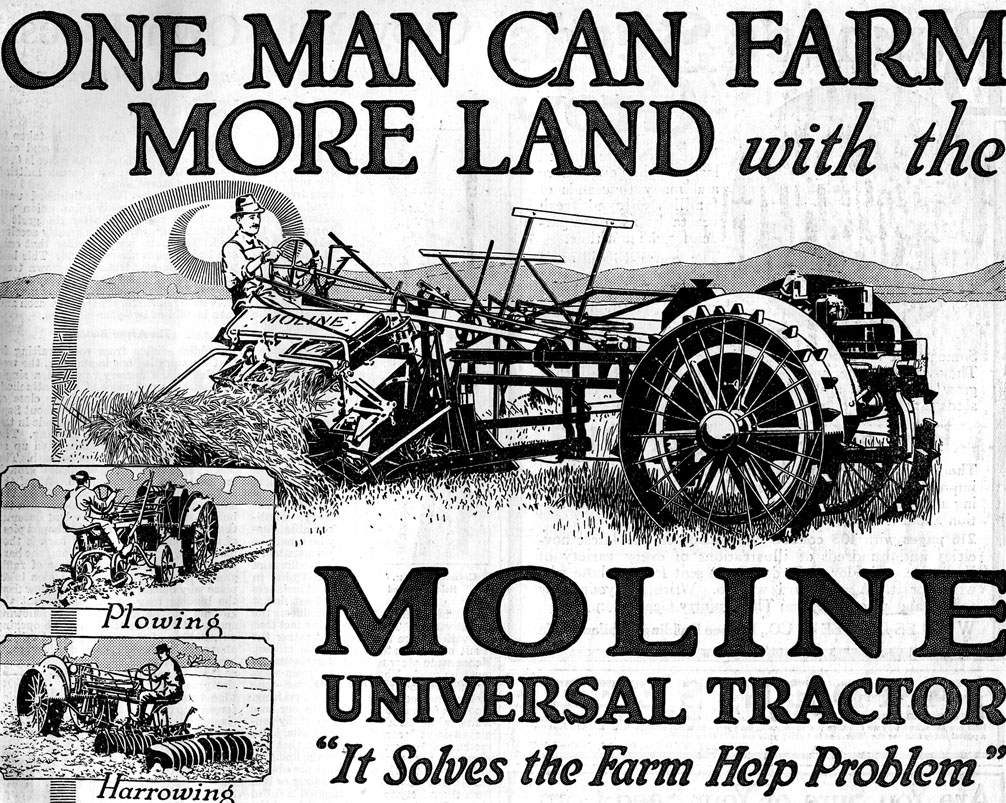
Diese Anzeige für den Moline Universal Traktor im Country Gentleman vom 19. Januar 1918 wirbt (noch) mit dem Arbeitskräftemangel ("farm help")

Als Folge von Hilfeleistungen der USA an die kriegführenden Mächte der Entente cordiale im Ersten Weltkrieg stieg die Agrarproduktion in den USA an. Ermutigt von der Regierung, wurde mehr Boden urbar gemacht. Es entstand zudem ein Bedarf an zusätzlichen Arbeitskräften, der sich mit dem Kriegseintritt der USA und der Einberufung von Landarbeitern und Farmern noch verschärfte. Viele Farmer verschuldeten sich, um neue Landmaschinen zu erwerben oder ihren Betrieb zu elektrifizieren. In der Erwartung, dass es sehr lang dauern würde, ehe sich die europäische Landwirtschaft von den Kriegsfolgen erholen würde, stiegen auch Preise für Farmland markant an: Im nationalen Durchschnitt lagen sie 1920 um 22 Prozent höher als im Vorjahr und um 68 Prozent höher als 1914. Als sich der Agrarsektor in Europa schneller entwickelte, brachen die Preise ein und viele Farmer sahen sich zunehmend auch außerstande, ihren Verpflichtungen nachzukommen und ihre Raten und Hypotheken zu bedienen. Auch die fälligen – und infolge des früheren besseren Einkommens höheren – Steuern konnten viele nicht mehr begleichen. Das komplexe Problem begleitete die US-Wirtschaft über anderthalb Jahrzehnte.

### Universal Tractor Company

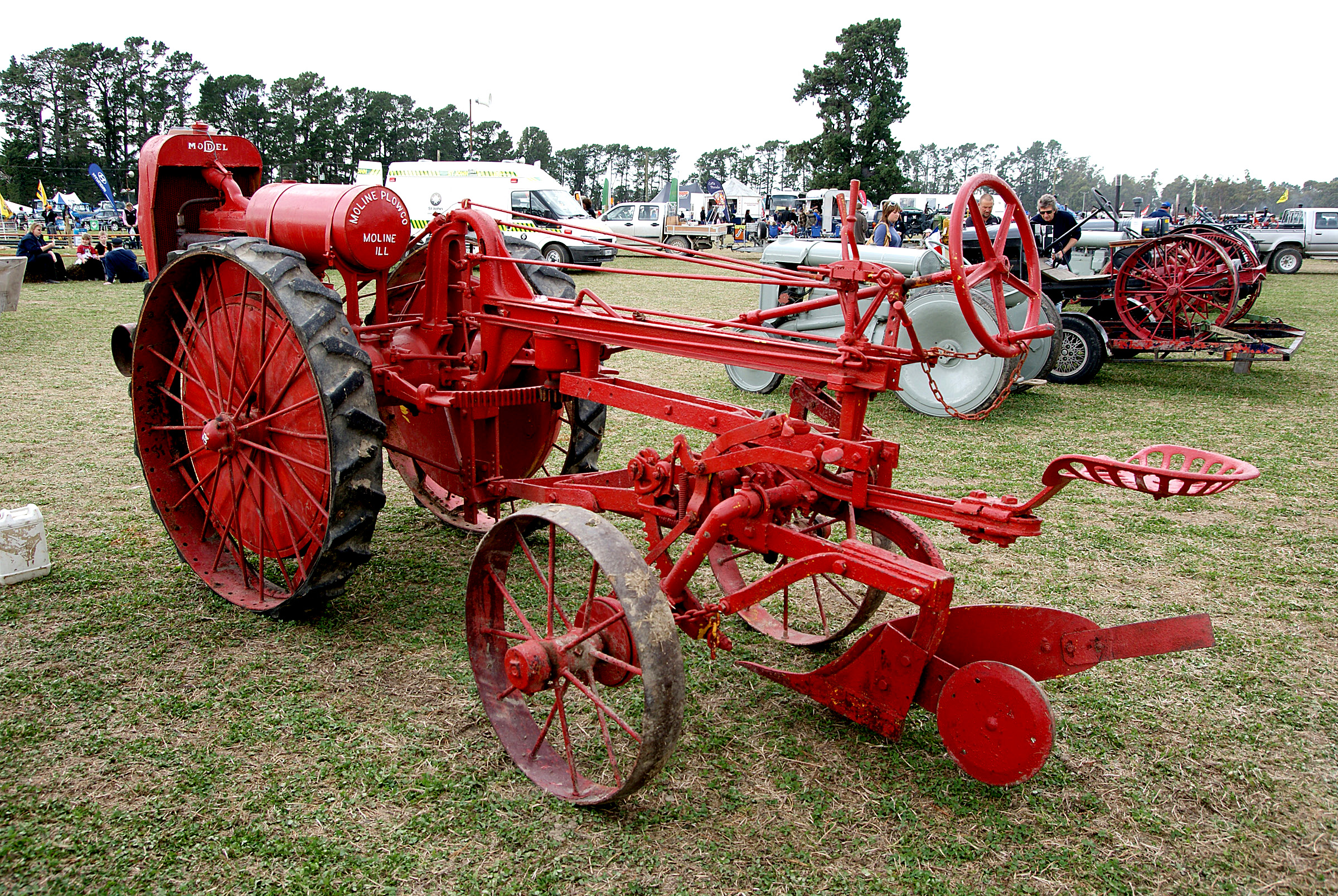
Moline Universal 9-18 (Model D) mit Pflug (1920).

Der Moline Universal wurde 1914 von der Universal Tractor Company in Columbus (Ohio) als Universal Cultivator Tractor auf den Markt gebracht. Es war nach dem erwähnten, im Vorjahr erschienen Detroit Farm Tractor einer der ersten Einachsschlepper in den USA. Der Erfolg des Moline Universal führte ab 1919 zu einem Konkurrenzprodukt von Allis-Chalmers, dem 6-12 oder Model 6.

### Moline Plow Company
Die Moline Plow Company wurde 1852 als Candee, Swan & Company in Moline (Rock Island County, Illinois) gegründet. 1866 erfolgte eine Reorganisation als Candee & Swan Implement Company und um 1870 als Moline Plow Company. 1882 erwarb Vizepräsident George W. Stephens die Mehrheit am Unternehmen, das sich unter seiner Leitung zu einem bedeutenden regionalen Anbieter entwickelte und auch durch die Übernahme kleinerer Konkurrenzbetriebe wuchs.
Neben Geräten und Maschinen für die Landwirtschaft entstanden auch Pferde-Buggies, das Transport-Fuhrwerk Mandt Wagon und von 1916 bis 1922 das Stephens-Automobil, das danach noch zwei Jahre von einem unabhängigen Hersteller produziert wurde. Moline Plow gehörte 1918–1922 John North Willys, dem Inhaber des Willys-Overland-Konzerns. Nach dem Verkauf reorganisiert als Moline Implement Company , fusionierte es 1929 mit der Minneapolis Steel & Machinery Company (Twin City-Traktoren) und der Minneapolis Threshing Machine Company zur Minneapolis-Moline Implement Company (Minneapolis-Moline, MM), die 1963 von White übernommen wurde. Der Markenname verschwand erst 1974.

## Moline Universal Tractor
Moline Plow kaufte 1915 die Universal Tractor Manufacturing Company für US$ 150.000.-.
Es zeigte sich, dass der verhältnismäßig einfach zu handhabende Schlepper vom Markt gut aufgenommen wurde. In der Folge einer Nachkriegs-Wirtschaftsdepression und einem heftigen Preiskrieg, den vor allem die Volumenhersteller Fordson und International Harvester austrugen, der aber die ganze Branche betraf, musste die Produktion des  Moline Universal eingestellt werden. Moline Plow zog sich, wie eine Reihe anderer Hersteller, vom Traktorenbau zurück.

### Technik

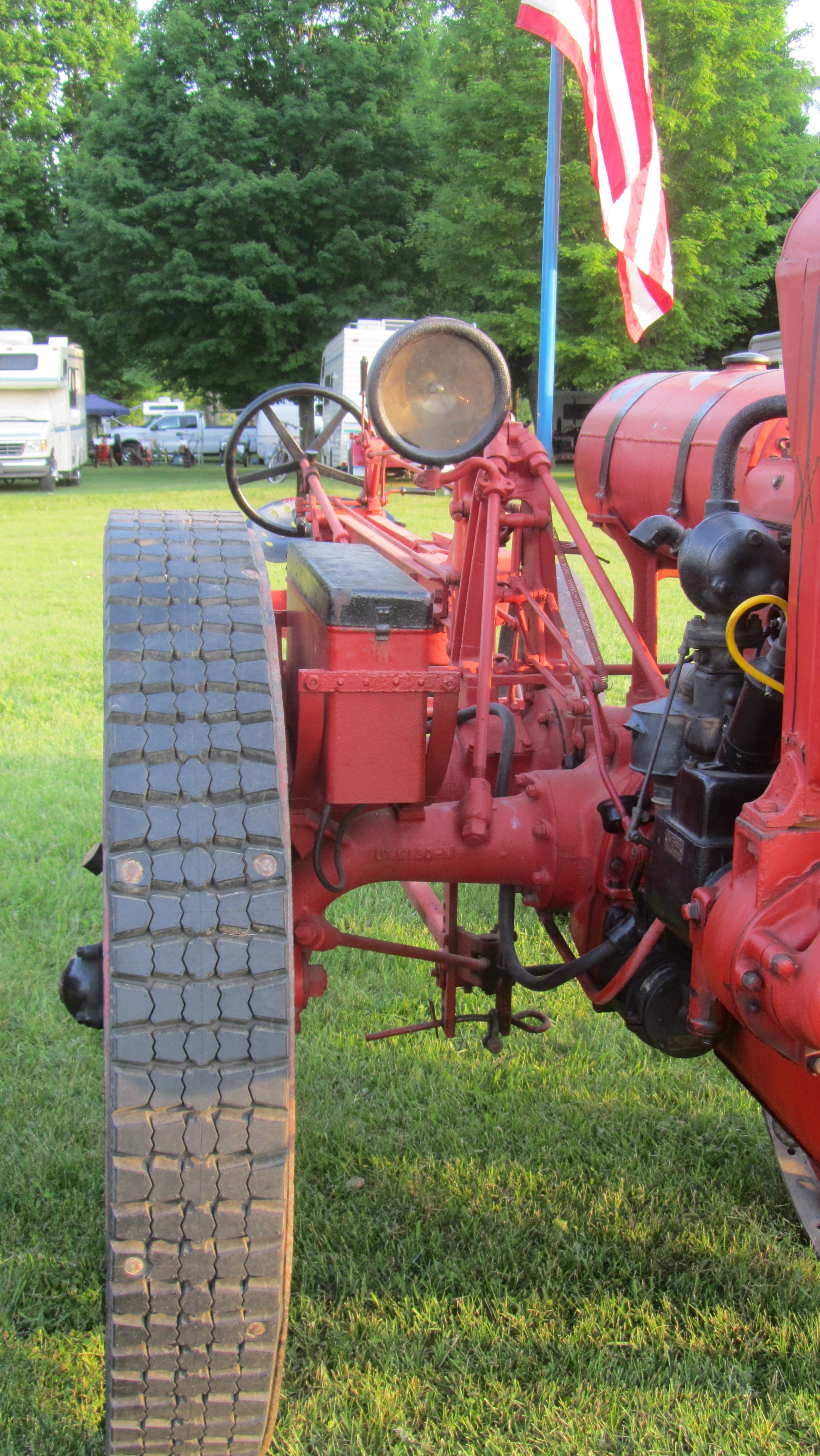
Antrieb eines Moline Universal Model D.

Der Moline Universal wird oft als Einachsschlepper definiert, was aber nur bedingt zutrifft. Das Fahrzeug ist so konstruiert, dass die Arbeitsgeräte einen Teil des Fahrgestells bilden; dadurch kann er, anders als typische Einachsschlepper, kaum ohne sie betrieben werden. Der Schlepper selber, d. h. der vordere Teil dieser Komposition, besteht aus einem robusten Leiterrahmen, der Vorderachse mit zwei massiven, angetriebenen Eisenrädern, dem längs angeordneten Zwei- oder Vierzylindermotor sowie einem Zahnradsegment für die Lenkung. Der hintere Teil besteht aus zwei übereinander angeordneten und drehbar mit dem Vorderteil verbundenen, zentralen Längsträgern. Sie tragen die nicht angetriebene Hinterachse und einem Teil der Lenkvorrichtung sowie, darunter angehängt, das Gestänge für das Arbeitsgerät und den Fahrersitz. Die beiden Teile des Fahrgestells können durch das Lösen von zwei Bolzen einfach getrennt werden, etwa zum Wechseln des Arbeitsgerätes. Zusammen bilden sie ein Gelenkfahrzeug. Der Befestigungsmechanismus besteht aus nur zwei Bolzen; der hintere dient zum Befestigen des Geräts, der vordere nimmt die Lenkbewegungen auf. Gelenkt wird durch Einwirken des Lenkgestänges auf ein Zahnradsegment, wodurch sich der hintere Teil des Fahrzeugs in der Längsachse verschiebt. Das hintere Fahrgestell enthält auch den offenen Fahrerplatz mit Bedienelementen und einen Teil des Lenkmechanismus. Der Sitz wird jeweils auf dem Arbeitsgerät befestigt.
Die Kraftübertragung erfolgt über Wellen und Zahnräder auf die großen Vorderräder, die sie mittels innenverzahntem Zahnkranz aufnehmen. Der Vierzylinder wurde 1918 mit dem Modell D eingeführt, wobei der Wasserkühler von der Seite an die bei Motorfahrzeugen üblichere Position vorn quer zur Fahrtrichtung verlegt wurde.
Je nach Einsatz kann der hintere Teil aus einem Pflug, einer Egge, einem Kultivator, einem Transportanhänger oder einem Rahmen zur bloßen Fortbewegung ohne Arbeitsverrichtung bestehen. Das Lieferprogramm umfasste weitere auf dieses Traktor-System abgestimmte Arbeitsgeräte, die aber nur in Verbindung mit dem Moline Universal verwendet werden können. Das machte diesen Traktor teuer und vergleichsweise unpraktisch.
Das Fahrzeug hatte vorn große Eisenräder mit massiven Speichen und später mit Gewichten und kleinere, ebenfalls eiserne Hinterräder. Erhältlich waren Eisenreifen mit und ohne Profil und zumindest für die Vorderräder Vollgummireifen.

## Modelle A, B und C

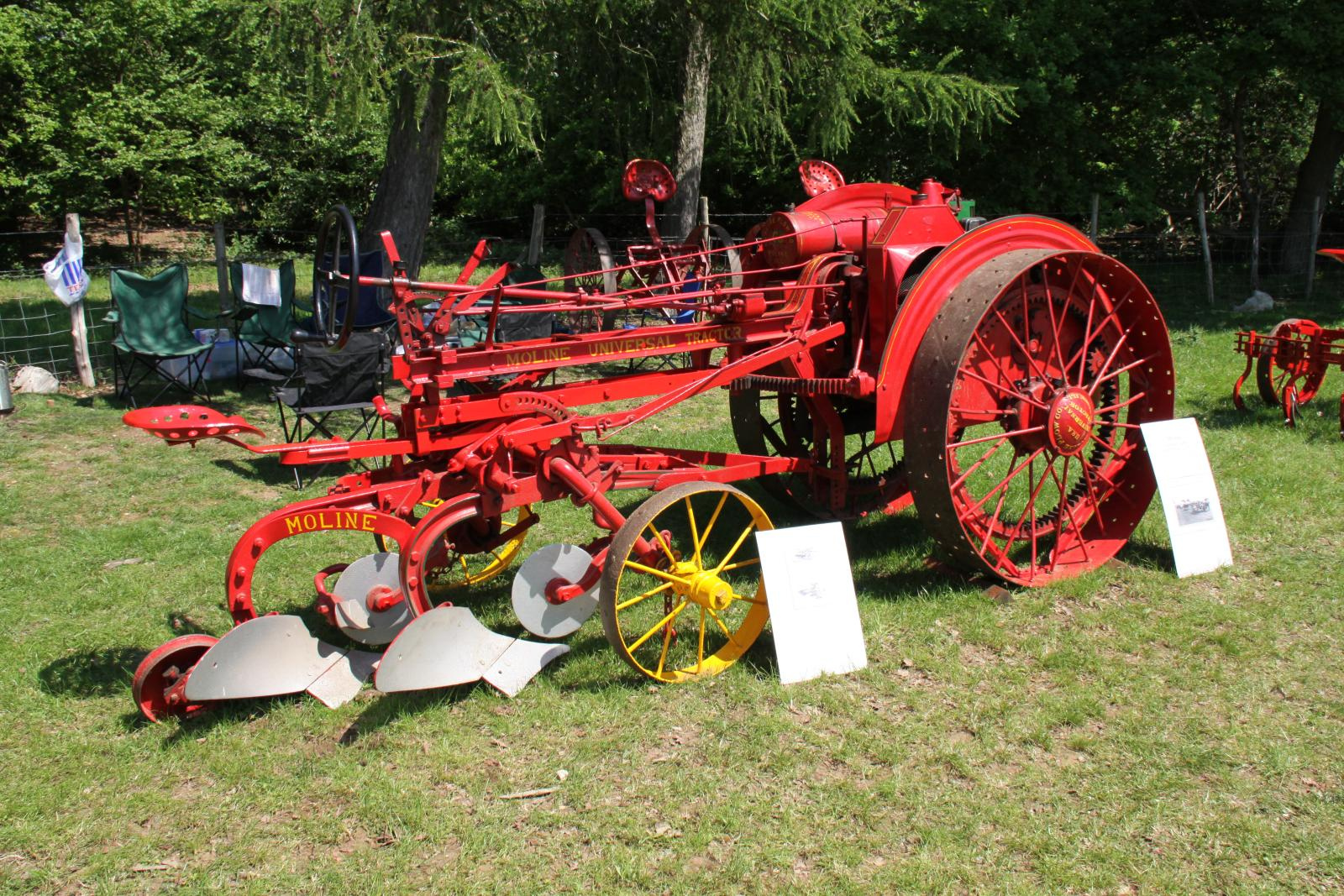
Zweizylinder-Universal ohne Betongewichte in den Vorderrädern; der Zahnradkranz zum Antrieb ist gut sichtbar.

Modell A war die Bezeichnung des unveränderten Universal Cultivator Tractor nach der Übernahme durch Moline Plow; die Modelle B und C waren verbesserte Versionen desselben. Alle hatten Zweizylinder-Boxermotoren; zumindest jener des Modells A mit 10 bhp Leistung kam von Reliable. Von den Modellen B und C ist nur bekannt, dass es sich um Weiterentwicklungen des A, ebenfalls mit Zweizylindern handelte, und dass sie 1917 vom Modell D abgelöst wurden.
Universal verlangte US$ 385.- für den Cultivator Tractor samt Pflug. Die Preise für die Moline Universal A, B und C sind nicht bekannt.

## Modell D ("Universal 9-18")
Modell D ist die letzte Version des Moline Universal. Es erschien für das Modelljahr 1918 und wurde mit wenig Änderungen bis 1923 produziert. Die Verbesserungen umfassen insbesondere einen neuen Vierzylindermotor mit 9 bhp Leistung am Zugbalken und 18 bhp bei 1800/min ab Antriebsriemen. Bei 3½ Zoll Bohrung und 5 Zoll Hub ergibt sich ein Hubraum von 192,4 c.i. beziehungsweise 3153 cm³. Zur Grundausstattung gehörten ein elektrischer Anlasser von Remy, elektrische Beleuchtung und ein Drehmomentbegrenzer. Der Vergaser kam von Holley. Die Herkunft des Motors ist aus den Quellen nicht ersichtlich; weil die Root & Vandervoort Engineering Company aber fast alle Motoren für Moline Plow lieferte, ist ein R & V zumindest wahrscheinlich. Der Traktor wog ab 3380 lb, die Betongewichte in den Vorderrädern eingeschlossen. Sie waren eingefügt worden, um den Schwerpunkt des Traktors zu senken und eine festgestellte Neigung zum Umkippen zu verringern.
Zu den technischen Besonderheiten gehören eine Differentialsperre und eine Vergasersteuerung mittels Rheostat; es gibt also keine mechanische Verbindung zwischen Gaspedal und Vergaser.
Der Traktor kostete US$ 1325,- im Jahr 1920, das Traktorenlexikon nennt als Varianten den Moline Orchard Tractor (Rebbau) und den Moline Road Tractor (Straßenzugmaschine).
In einem neutralen Test, in dem der Traktor 1778 lb mit 3,67 MPH zog, wurde eine Motorleistung von 27,45 bhp gemessen.

### Technik des Moline Universal Model D

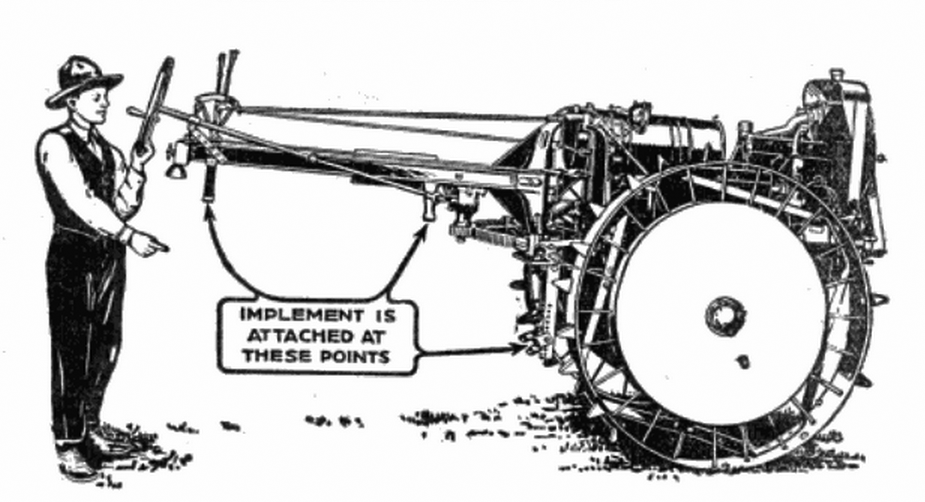
Die Befestigungspunkte zum Anschließen von Geräten. Gut sichtbar ist der Lenkmechanismus (1920)
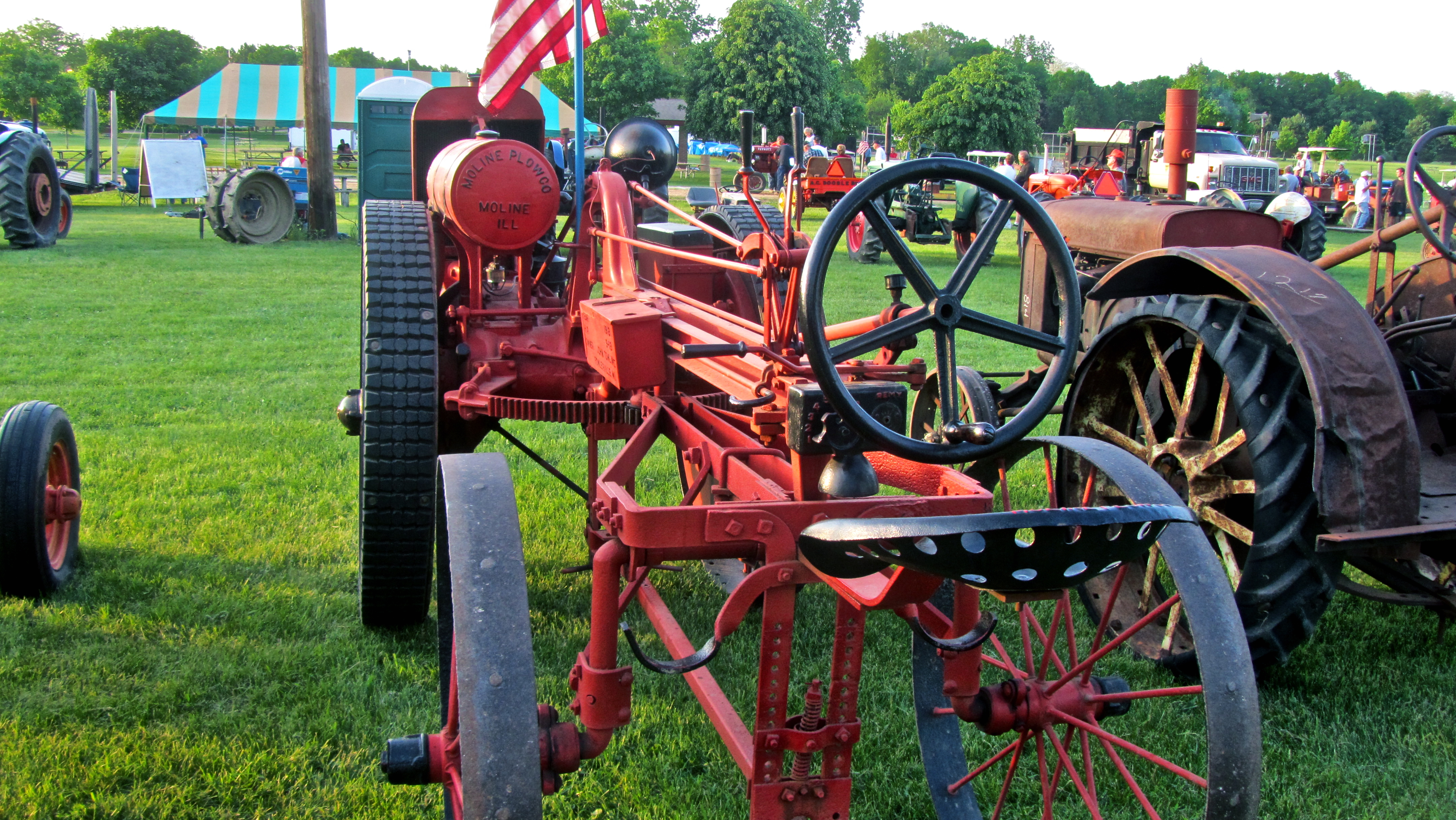
Ansicht von hinten in Fahrtrichtung. Der Zahnradkranz zum Antrieb der Räder ist gut sichtbar.
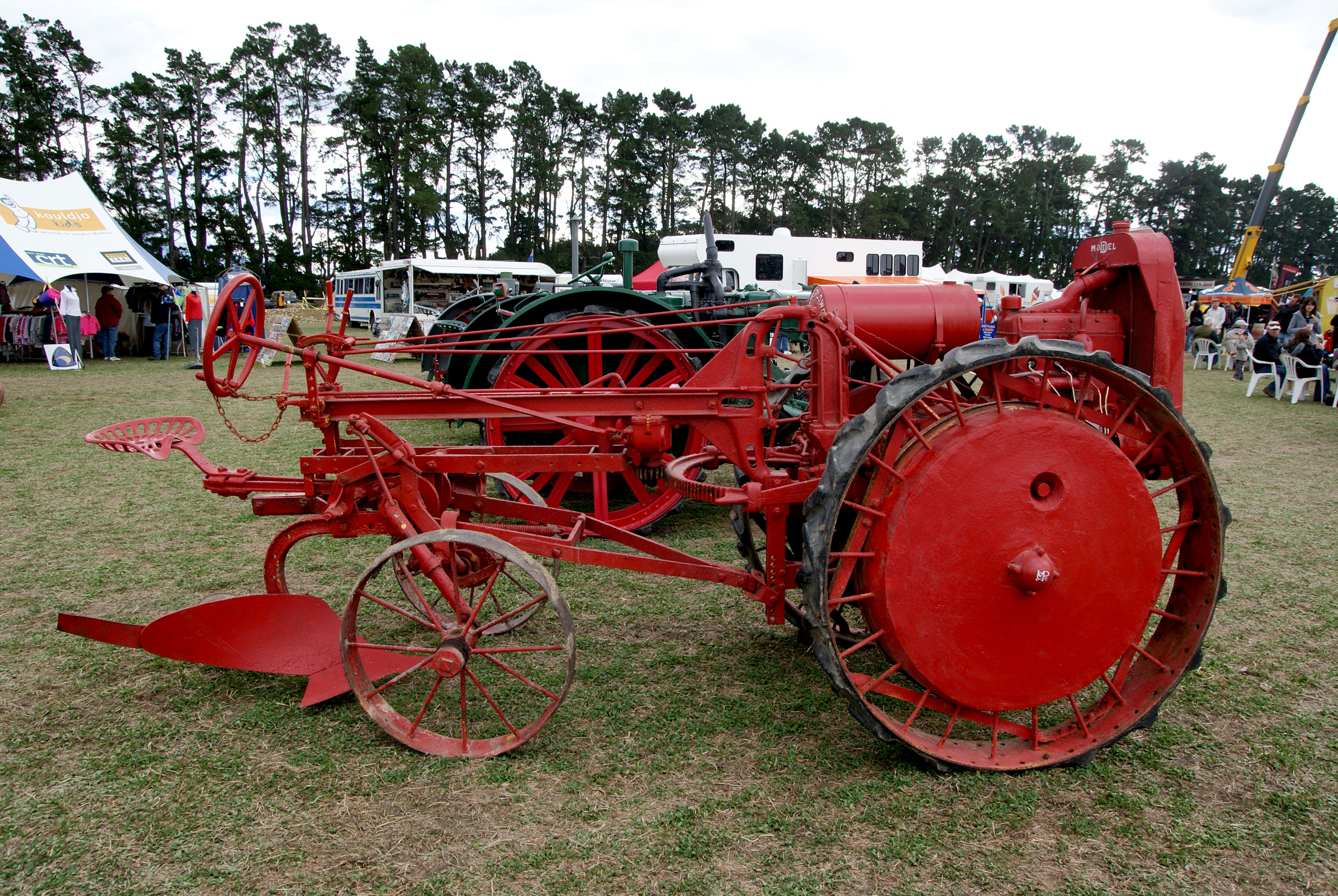
In der Seitenansicht sind der Vierzylindermotor mit dem fassförmigen Benzintank, die Räder mit ihren Betongewichten und die Fahr- und Lenkmechanik gut sichtbar. Als Arbeitsgerät ist ein Pflug montiert.
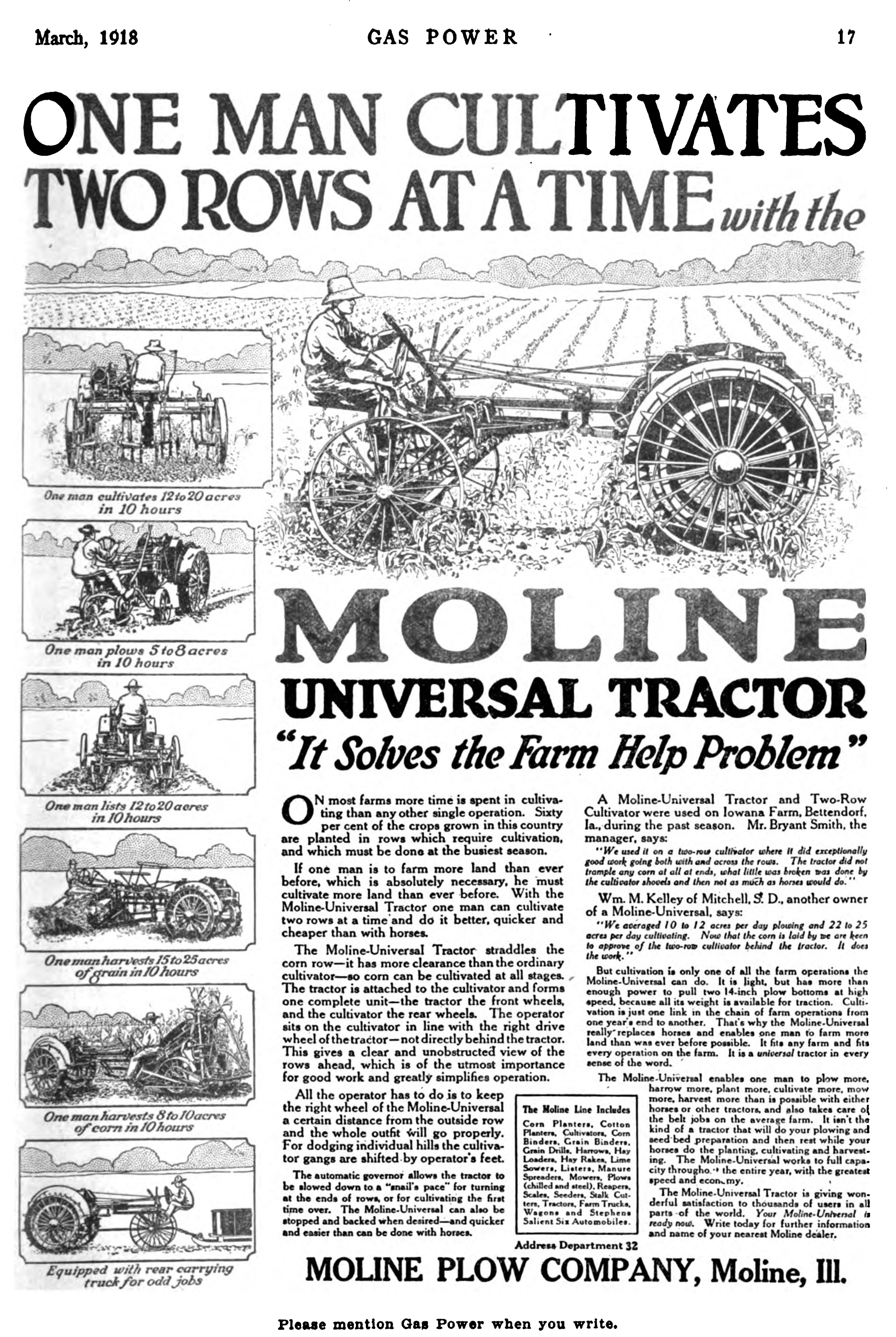
Anzeige von 1918 mit Angaben zur Leistungsfähigkeit und Anwendungsbeispielen lieferbarer Ackergeräte.

## Weitere US-amerikanische Traktoren (Auswahl)

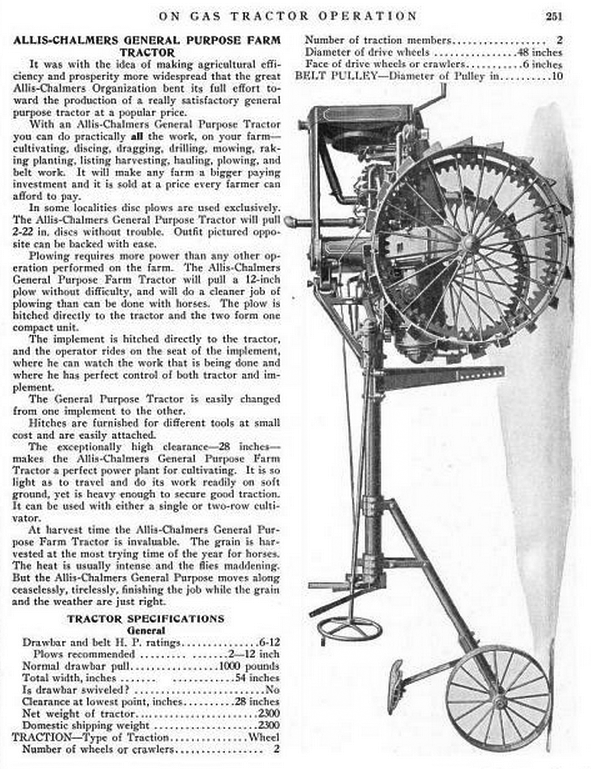
Konkurrenzprodukt: Allis-Chalmers 6-12 (Anzeige von 1920).

- Advance-Rumely (LaPorte IN), 1910–1931
- Allis-Chalmers (West Allis WI), seit 1901
- Detroit Farm Tractor (Detroit MI, Lafayette IN), 1913–?
- Famous (East Chicago IN), 1906–1912
- Farmer Boy (Columbus OH), 1915–1920
- Hoke  (South Bend IN), 1912–1917
- Rock Island und Heider (Rock Island IL), Traktoren 1914–1935
- Square Turn Tractor (Norfolk NB), 1917–1925
- Universal (Crookston und Stillwater MN), 1911–1914
- Universal (Columbus OH und Indianapolis IN), 1914–1915
- Waterloo Boy (Waterloo IO), 1912–1920